# Биклеш (комуна)
Биклеш (рум. Bâcleș) — комуна у повіті Мехедінць в Румунії. До складу комуни входять такі села (дані про населення за 2002 рік):
- Биклеш (513 осіб)
- Джура (86 осіб)
- Корзу (606 осіб)
- Петра (295 осіб)
- Поду-Гросулуй (293 особи)
- Селіштіуца (250 осіб)
- Смадовіца (732 особи)

Комуна розташована на відстані 235 км на захід від Бухареста, 40 км на південний схід від Дробета-Турну-Северина, 57 км на захід від Крайови.

## Населення
За даними перепису населення 2002 року у комуні проживали 2775 осіб.
Національний склад населення комуни:
| Національність | Кількість осіб | Відсоток |
| -------------- | -------------- | -------- |
| румуни         | 2774           | > 99,9%  |
| німці          | 1              | < 0,1%   |

Рідною мовою назвали:
| Мова      | Кількість осіб | Відсоток |
| --------- | -------------- | -------- |
| румунська | 2774           | > 99,9%  |
| німецька  | 1              | < 0,1%   |

Склад населення комуни за віросповіданням:
| Релігія        | Кількість осіб | Відсоток |
| -------------- | -------------- | -------- |
| православні    | 2766           | 99,7%    |
| п'ятдесятники  | 3              | 0,1%     |
| адвентисти     | 3              | 0,1%     |
| греко-католики | 2              | 0,1%     |
| реформати      | 1              | < 0,1%   |